# رزا سلزار
رُزا سَلِـزار (انگلیسی: Rosa Salazar؛ زادهٔ ۱۶ ژوئیهٔ ۱۹۸۵) بازیگر اهل ایالات متحده آمریکا است. وی از سال ۲۰۱۰ میلادی تاکنون مشغول فعالیت بوده‌است. وی پس از بازی در فیلم دونده هزار تو به شهرت رسید و پس از آن در فیلم آلیتا فرشته جنگ، نقش اصلی را ایفا کرد.

## بخشی از فیلمشناسی
از فیلم‌ها یا برنامه‌های تلویزیونی که وی در آن نقش داشته‌است می‌توان به آثار زیر اشاره کرد.
- حماسه (فیلم) (۲۰۱۳)
- سنت‌شکن: شورشی (۲۰۱۵)
- شب‌زنده‌داران (۲۰۱۵)
- دونده مارپیچ: مشقت‌های اسکرچ (۲۰۱۵)
- دونده مارپیچ: علاج مرگ (۲۰۱۸)
- آلیتا: فرشته جنگ (۲۰۱۸)
- داستان ترسناک آمریکایی: خانه قتل (۲۰۱۱)
- بن و کیت (۲۰۱۲)
- سلام خانم‌ها (۲۰۱۳)
- پسری به نام جیمز (۲۰۱۴)
- چیپس (۲۰۱۷)
- جعبه پرنده (۲۰۱۸)
- انجام نشده (۲۰۱۹)
- چه برنده، چه بازنده (۲۰۲۳)
- یک میلیون مایل آن طرف‌تر (۲۰۲۳)